# یواس‌اس بوریز (ای‌اف-۸)
یواس‌اس بوریز (ای‌اف-۸) (به انگلیسی: USS Boreas (AF-8)) یک کشتی بود که طول آن ۴۱۶ فوت ۶ اینچ (۱۲۶٫۹۵ متر) بود. این کشتی در سال ۱۹۱۹ ساخته شد.